# Gammersfeld

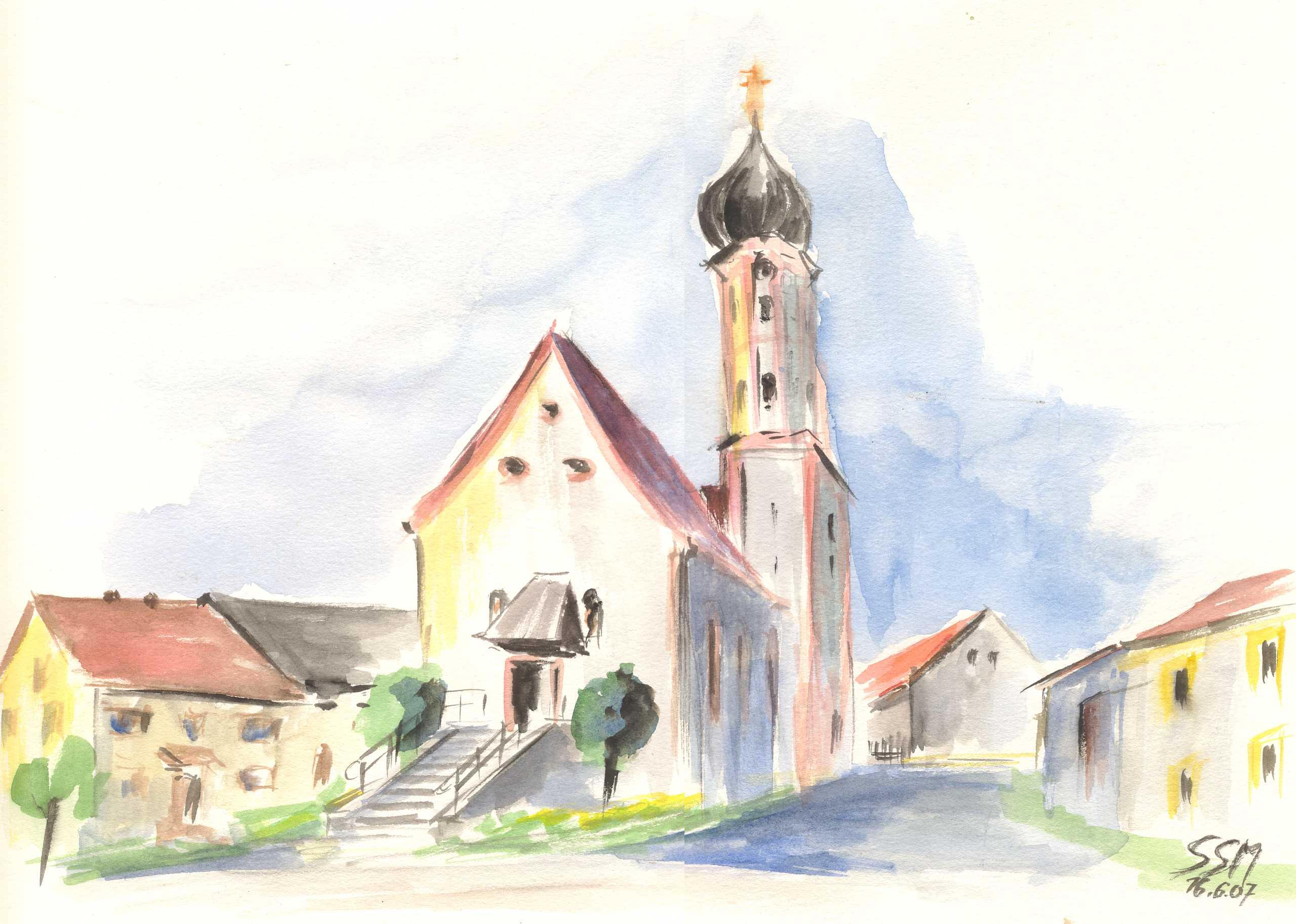
Gammersfeld. Aquarell von Siegfried Schieweck-Mauk, Eichstätt

Gammersfeld ist ein zum Markt Wellheim gehörender Ortsteil im oberbayerischen Landkreis Eichstätt im Naturpark Altmühltal. 

## Lage
Das von Feldern umgebene Kirchdorf liegt zwei Kilometer südwestlich von Wellheim auf der Hochfläche der Südlichen Frankenalb und am südwestlichen Rand des Landkreises Eichstätt.

## Geschichte

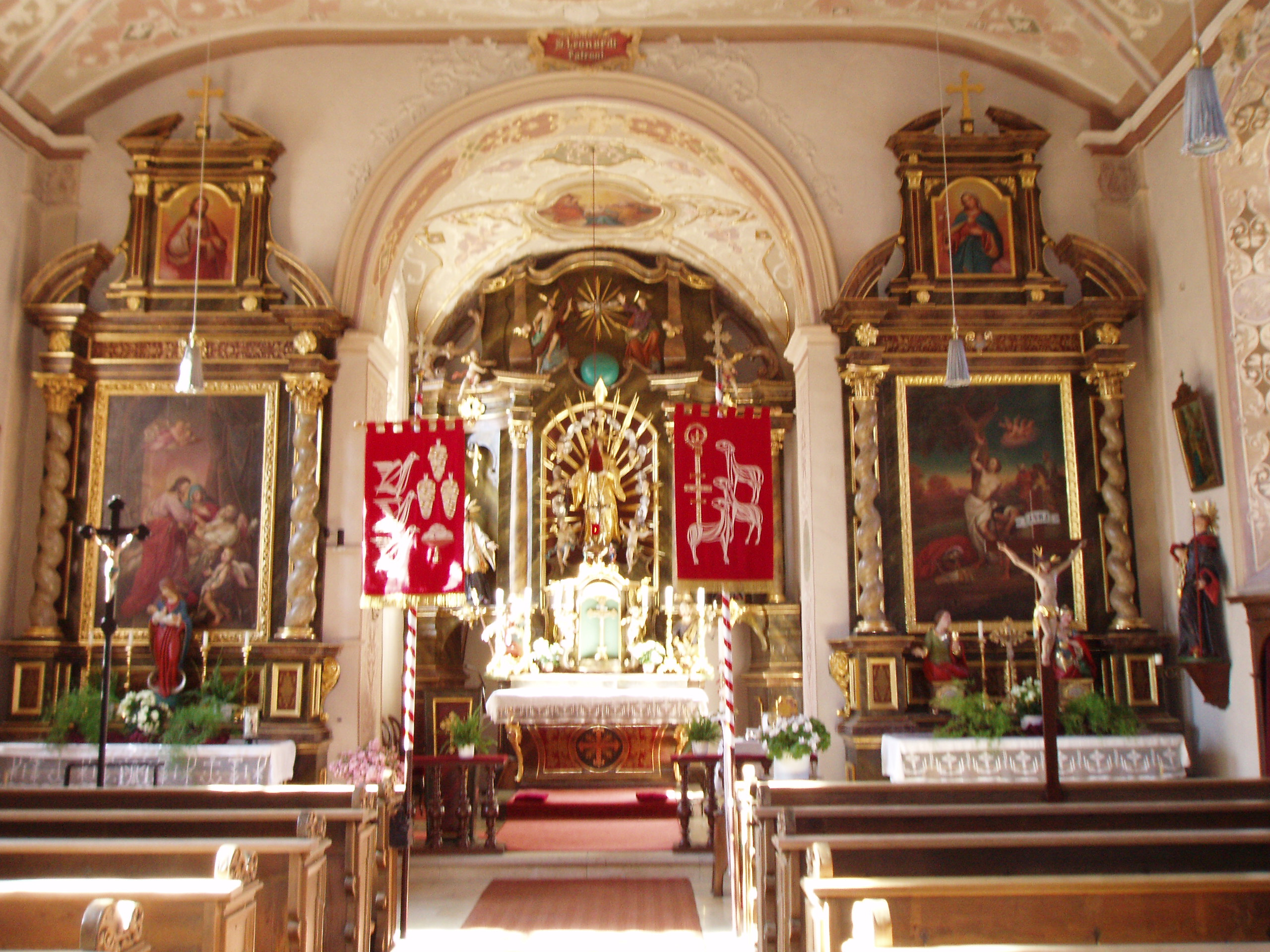
Kirche Gammersfeld, Barock-Ausstattung

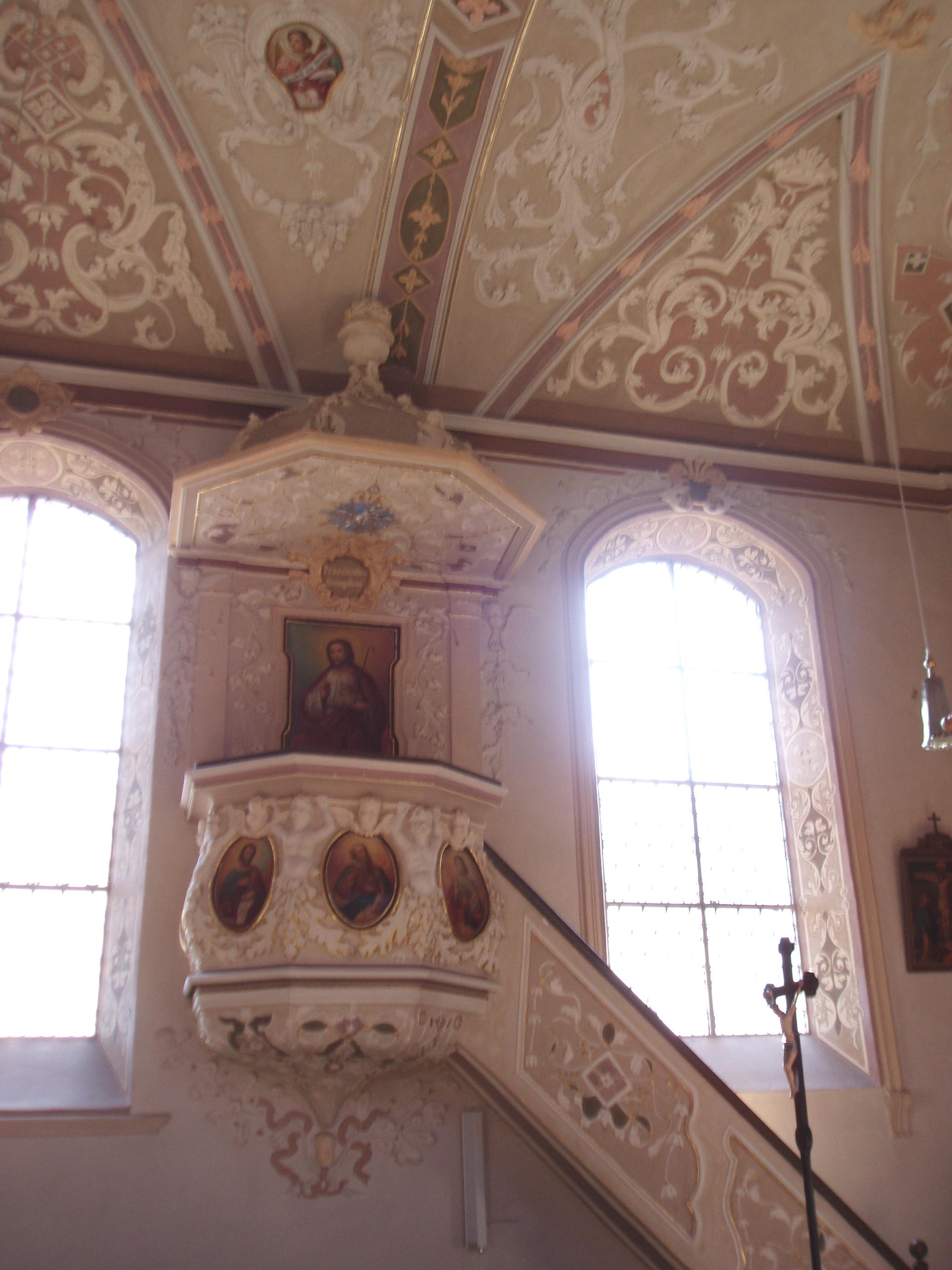
Kirche Gammersfeld, barocke Stuckkanzel

In „Gamsvelt“ hatte 1239 das Augustiner-Chorherrenstift Rebdorf Besitz. 1330 schenkte Adelheid von Altesheim einen Untertan dem Kloster Kaisheim. Auch Konstein (bei Wellheim) hatte hier einen Untertan. Im Gemeindewald gab es ein Erzvorkommen, das in Obereichstätt verhüttet wurde. 1817 bis 1833 zum Fürstentum Eichstätt der Herzöge von Leuchtenberg gehörend, wohnten in dem Ort 1821 in 30 Häusern 31 Familien mit insgesamt 144 Personen. Seit 1862 gehörte der Ort als Gemeinde zum Bezirksamt Eichstätt.
1880 gründete sich die Freiwillige Feuerwehr des Ortes. 1938 wurde bei dem Ort ein trigonometrischer Messturm errichtet, der wegen Einsturzgefahr 1950 gesprengt wurde.
Der Ort mit 680 Hektar Flur ist überwiegend landwirtschaftlich orientiert. 1970/1971 wurde eine Flurbereinigung durchgeführt. Am 1. Januar 1971 wurde Gammersfeld im Rahmen der Gebietsreform nach Wellheim eingemeindet. Der Ort hatte 188 Einwohner im Jahr 1973 und 173 Einwohner im Jahr 2005. 1984 bestanden in Gammersfeld sechs landwirtschaftliche Vollerwerbs- und 20 Nebenerwerbsbetriebe.

## Kirche
Die katholische Kirche St. Leonhard, Filialkirche von Wellheim im Bistum Augsburg, ist schon im 16. Jahrhundert nachweisbar und wurde in der Barockzeit 1721 bis 1722 als dreiachsige Saalkirche neu erbaut. An der Westfassade stehen in zwei Muschelnischen Figuren des hl. Wendelin und eines heiligen Abtes (barock; 1722). Der Turm mit zweigeschossiger Sakristei steht an der Südseite des Chores; über zwei quadratischen Untergeschossen stehen zwei Achteckgeschosse, bekrönt von einer Zwiebelhaube. Den Turm ließ im dritten Viertel des 18. Jahrhunderts Pfarrer Johann Baptist Kürner († 1789) auf seine Kosten errichten.
Im Innern der Kirche findet sich eine sehr reiche Frührokoko-Stuckatur vom Eichstätter Stuckateur Jakob Egg. Der Rokoko-Hochaltar von Thaddäus Kronenbitter aus Neuburg an der Donau (um 1750) zeigt statt eines Altarblattes die Figur des Kirchenpatrons. Die Seitenaltäre sind barock um 1700 mit jüngeren Zutaten. Die Stuckkanzel stammt von 1722. Geschnitztes barockes Gestühl. An den Wänden spätgotischer und barockzeitliche Figuren. Ende des 19. Jahrhunderts wurde die Ausstattung im Nazarener-Stil abgeändert (Altarblätter an der Seitenaltären, Kanzel-Gemälde, Kreuzweg), aber teilweise wieder rückgängig gemacht (Freskenübermalung wurde entfernt).
Bis etwa zur Mitte des 19. Jahrhunderts blühte in Gammersfeld die Wallfahrt zum Hl. Leonhard. Danach geriet der Brauch in Vergessenheit, wurde aber vor einigen Jahren wiederbelebt. Zur Pfarrei Gammersfeld gehört die Ruinenkirche „Zu Unserer Lieben Frau im Spindeltal“.

## Persönlichkeiten
- Josef Bigler (1866–1949), Verwaltungsjurist und Leiter des bayerischen Landesvermessungsamtes

## Sonstiges
- In der Flur gibt es Sandsedimente.
- Vom etwas erhöht liegenden Ort hat man eine gute Fernsicht.
- In Gammersfeld stellt eine Sattlerei in Handarbeit gefragte Qualitätsreitsättel her.
- Zwischen Gammersfeld und dem östlich gelegenen Giglberg liegt das Zigeunerloch, ein mächtiges bizarres Felsgebilde, wo gegen Ende des 17. Jahrhunderts Zigeuner hausten. Als der Anführer bei einem Einbruch in das Pfalz-Neuburger Schloss 1699 ertappt und gehängt wurde, verschwand die Zigeunersippe aus der Gegend.

## Vereine
- Freiwillige Feuerwehr Gammersfeld
- Krankenpflegeverein der kath. Kirchenstiftungen Wellheim-Konstein-Gammersfeld
- Schützengesellschaft Edelweiß Gammersfeld e. V.